# Aristóteles y Dante descubren los secretos del universo
Aristóteles y Dante descubren los secretos del universo (en inglés, Aristotle and Dante Discover the Secrets of the Universe) es una novela de literatura juvenil del escritor estadounidense Benjamin Alire Sáenz publicada el 21 de febrero de 2012. La trama está ambientada en 1987 en El Paso y sigue la vida de dos adolescentes mexicanos-estadounidenses: Aristóteles Mendoza y Dante Quintana que, después de conocerse, entablan una amistad y exploran su identidad étnica, su sexualidad y sus relaciones familiares y románticas. 
Desde su publicación consiguió diversas críticas positivas y recibió cuatro premios literarios. Desde 2017 está planificada que sea adaptada al cine. Cuenta con una secuela, Aristóteles y Dante se sumergen en las aguas del mundo, publicada en 2021.

## Argumento
El libro está dividido en seis partes. Cada una contiene una frase.

### Las otras reglas del verano
Aristóteles Mendoza no tiene planes para el pasar el verano. Él es aburrido, miserable y no tiene amigos. Vive con su madre y su padre; tiene dos hermanas mayores, que han crecido y se han mudado, y un hermano mayor, Bernardo, que está en prisión. Todos en su familia se niegan a hablar sobre su hermano. El padre de Ari sirvió en la guerra de Vietnam, pero también se niega a hablar sobre sus vivencias en la guerra.
Para no estar tanto en su casa, Ari va a la piscina pública del condado, aunque no sabe nadar. Ahí, Ari conoce a un chico que se llama Dante Quintana y se ofrece a enseñarle a nadar. Poco a poco, se empiezan a conocer y se vuelven inseparables. Ari está fascinado por la personalidad (especialmente su sinceridad) de Dante. Dante le enseña a Ari sobre literatura y poesía. Dante lucha constantemente con su identidad mexicana.
Aristóteles va con Dante y sus padres al desierto para que puedan mirar las estrellas, donde Dante proclama: «Algún día voy a descubrir todos los secretos del universo». Una tarde, los chicos ven a unos niños disparando pájaros con una pistola; Dante y Ari se enfrentan a ellos, les quitan el arma y entierran al gorrión muerto.

### Pájaros cayendo del cielo
A la mañana siguiente de enterrar al pájaro, Ari se despierta con una terrible gripe. Tiene sueños en los que está bajo la lluvia y busca a su padre y a Dante; también donde su hermano encarcelado está al otro lado de un gran río mientras Ari le pide que regrese. Los padres de Ari lo cuidan para que recupere la salud, aunque sus pesadillas persisten.
Dante dibuja a Ari mientras se recupera durante los próximos días. Se niega a mostrarle a Ari su cuaderno de bocetos, pero le deja a Ari un dibujo realista de una silla como regalo.
Cuando Ari se recupera, Dante le dice a Ari que se irá se mudará a Chicago en el próximo período escolar, debido a que su padre le ofrecieron una cátedra temporal en la Universidad de Chicago. 
El mismo día que Dante le anuncia la noticia, ven a un pájaro lastimado a la mitad de la calle. Dante va a la calle para ver cómo está el pájaro pero un automóvil acelera en una esquina; Ari se lanza a la calle, empuja a Dante fuera del camino y es atropellado por el coche. Mientras Dante sale casi ileso, Ari está muy lastimado y es llevado al hospital.

### El fin del verano
Ari termina hospitalizado con sus piernas y su brazo izquierdo enyesados, mientras que Dante sufre heridas leves pero se siente abrumado por la culpa. Ari hace prometer a su amigo que no hablarán del accidente, Dante se larga a llorar y esto hace enojar a Ari. Tras el accidente, las familias de Ari y Dante se acercan: las madres de ambos niños hablan con más frecuencia y comparten ideas sobre sus hijos. La madre de Dante lo envía a un terapeuta para hablar sobre el incidente.
Dante visita a Ari en el hospital, consigo trae dos novelas y su cuaderno de bocetos. Se lo da y es la primera vez que se lo enseña a alguien. Ari cree que Dante le entrega el boceto sólo porque se siente culpable. Ari avienta el cuaderno contra la pared y se niega a verlo.
Tres semanas después del accidente, el padre de Ari se ofrece a comprarle un automóvil para su cumpleaños; Ari pide una camioneta vieja. Con el tiempo se cura y es capaz de bañarse y escribir de nuevo. La mejora lo hace más feliz, pero aun se siente asfixiado en su propia casa y teme el comienzo del año escolar con la ausencia de Dante.
Antes de irse a Chicago, Dante le dice que las cosas qué más ama en el mundo son la natación y Ari; sin embargo, Ari responde que no debería decirle esas cosas, incluso si son ciertas. Los dos chicos se prometen que seguirán siendo amigos cuando Dante regrese.

### Cartas en una página
Cuando regresan a la escuela, Ari se encuentra reacio a contarle a sus compañeros sobre el accidente. Dos chicas de su clase: Gina Navarro y Susie Nyrd lo atiborran de preguntas. Mientras tanto, el padre de Ari le da una camioneta estilo pickup de 1957; decide que cuando ya pueda manejar (pues está enyesado), irá al desierto para ver las estrellas. Además, Ari se empieza a enamorar de Illeana, otra chica de su escuela, y ahora busca la forma de besarse con ella.
Dante le envía a Ari varias cartas. En ellas le cuenta como él va a fiestas, fuma marihuana, bebe alcohol y se besa con chicas; también le platica que le gusta ir al Instituto de Arte de Chicago, donde ve sus cuadros favoritos. En cartas posteriores, Dante le confiesa que más que besarse con chicas, le gustaría besarse con chicos.
El día en que por fin le quitan los yesos a Ari, da un paseo por la antigua casa de Dante; se encuentra con una perrita callejero, la adopta, y lo nombra «patas». La nueva vida de Ari gira en torno a cosas cómo aprender a conducir, correr, tratar de conseguir información sobre su hermano, platicar con Gina y Susie, intentar verse con Illeana, leer las cartas de Dante y trabajar de medio tiempo en una hamburguesería.
Ya en las vacaciones de Navidad, Ari se encuentra en su casa un sobre con el nombre de su hermano; sabe que contiene toda la información de este, pero teme de abrirlo.
En la víspera de año nuevo, Susie y Gina invitan a Ari a ir a una fiesta; ahí, Ari e Illeana se besan, siendo el primer beso de Ari. Sin embargo, ya en las semanas posteriores, Illeana le dice a Ari que ya no quiere estar con él, pues tenía un novio que pertenecía a una pandilla. La semana siguiente al aviso, Ari se entera de que Illeana dejó la escuela, debido a que se casó con su novio pues quedó embarazada.  En la siguiente carta de Dante a Ari, él le cuenta que teme que sus padres se decepcionan si se enteran de su deseo por besarse con chicos.
El último día de clases, Ari va con Gina y Susie al desierto a emborracharse.

### Recuerda la lluvia
El nuevo verano empieza, y Ari se mete a trabajar de tiempo completo. Dante regresa de Chicago. Ambos van al desierto con la camioneta de Ari; Dante revela que su madre está embarazada y que desea que su nuevo hermano sea un chico que pueda casarse y tener hijos. Si bien Ari no tiene ningún problema con la sexualidad de Dante, deja en claro que no quiere besarse con Dante.
Sin embargo, una noche, Dante convence a Ari de que lo bese, diciendo que es un experimento; aunque reacio, Ari accede: Dante lo besa y Ari lo besa brevemente. Luego, Ari afirma no haber sentido nada, mientras que, Dante está molesto porque sí sintió algo. Después de este evento, se vuelve cada vez más claro que Dante está enamorado de Ari.
La madre de Ari va a Tucson a visitar a su tía Ofelia, dejando a Ari y a su padre solos durante unos días. Gina y Susie pasan por la farmacia donde trabaja Dante; ahí les cuenta cómo Ari le salvó la vida. 
Ari está furioso con Dante porque rompió la regla de no hablar del accidente. La próxima vez ambos van al desierto, Dante trae dos cigarros para que se droguen; Dante le cuenta que le gusta un chico del trabajo llamado Daniel; empieza a llover y ya ambos drogados, se desnudan totalmente (por excepción de los tenis) y corren desnudos bajo la lluvia.
A la mañana siguiente, el padre de Ari le anuncia que la tía Ofelia murió por un derrame cerebral. Conducen a Tucson. En el funeral, Ari se da cuenta de que nadie de su familia extendida está allí; le dicen que desaprobaban que la tía Ofelia hubiera vivido con otra mujer durante muchos años. Los padres de Ari están enojados por aquel hecho y el desapruebo por su orientación sexual. Después del funeral, la madre de Ari se ofrece a contarle finalmente todo sobre Bernardo. Su madre le explica que fue arrestado por asesinato: cuando Bernando tenía quince años, contrató a un prostituta transgénero y la mató a puñetazos por lo que fue condenado a cadena perpetua.

### Todos los secretos del universo
Cuando Ari regresa a casa, el padre de Dante le dice que Dante está hospitalizado: fue golpeado por varios hombres cuando lo vieron besarse con Daniel. Ari va al lugar donde trabaja Dante y confronta a Daniel: consigue el nombre de quienes golpearon a Dante y se encuentra con uno de ellos, Julian. Empieza pelear con Julian y lo lastima. Después de eso, Ari casi termina en problemas, pero su padre lo apoya cuando le explica la situación; su madre, también comprende la situación cuando se lo explican. El señor Quintana le pregunta a Ari si sabe por qué golpearon a Dante: le responde que Dante es gay y lo encontraron besándose con un chico. Contrario a lo esperado, los padres de Dante reaccionan bien y dicen apoyar a su hijo. La señora Quintana dice creer que Dante está enamorado de Ari; a lo que Ari responde que es cierto, y que cree que Daniel solo es un reemplazo suyo.
Cuando Dante sale del hospital, Daniel va a visitarlo. Cuando Dante le cuenta, le enoja a Ari porque Daniel escapó aquel día; Dante le confiesa que cuando se besa con Daniel piensa en él, pero Dante se enoja por su reacción pero admite su amor él.
La madre de Ari finalmente convoca una reunión familiar donde consigue que el padre de Ari finalmente le cuente sobre un incidente en la guerra de Vietnam que lo ha perseguido. El padre de Ari le dice que es hora de que ambos dejen de correr, diciendo que Dante ama a Ari. Ari es consciente de esto, pero cree que Dante lo ha superado. El padre de Ari explica que de lo que Ari está huyendo, lo que lo matará si sigue corriendo, es que Ari también ama a Dante.
Cuando Ari lo niega, su padre le contesta que sus acciones (como salvarle la vida y vengar a quienes lo golpearon) solo demuestran su amor por él. Después, Ari finalmente lo acepta y se derrumba, avergonzado de amar a un chico. Sin embargo, sus padres lo apoyan y su madre usa a su tía Ofelia como ejemplo. El padre de Ari le recuerda como Dante no se avergonzaba de ser gay, incluso cuando no huyó y lo golpearon. 
Esa noche, Ari, Dante y sus padres van a jugar bolos juntos; Ari se encuentra muy feliz. Después de eso, Dante y Ari salen al desierto, donde Dante le dice a Ari que ya no pueden ser amigos porque es demasiado difícil para él amarlo y no ser correspondido. Ari le recuerda lo que le dejó después de basarse, pero revela que en realidad mintió al respecto. Ari le pide a Dante que lo vuelva a besar, pero Dante se niega, desafiando a Ari a besarlo en su lugar; sin dudarlo, Ari besa a Dante. Después, se relajan en la parte trasera de la camioneta. Ari reflexiona que había estado buscando los secretos del universo y su propio cuerpo y corazón cuando las respuestas siempre estuvieron con él en la forma de su amor por Dante. Ari entiende que estuvo enamorado de Dante desde que lo conoció, pero no se lo había permitido sentirlo. El libro termina con Ari preguntándose: «¿Cómo podría haberme avergonzado jamás de amar a Dante Quintana?».

## Personajes

### Personajes principales
- Ángel Aristóteles «Ari» Mendoza. Protagonista del libro.
- Dante Quintana. Coprotagonista del libro e interés romántico de Ari.
- Gina Navarro. Compañera de la escuela de Ari.
- Susie Byrd. Compañera de la escuela de Ari y amiga de Gina.
- Patas. Perrita de Ari

### Personajes secundarios
- Lilianna Mendoza. Madre de Ari.
- Jaime Mendoza. Padre de Ari.
- Sam Quintana. Padre de Dante. Es un profesor de universidad y escritor.
- Soledad Quintana. Madre de Dante. Trabaja como psicóloga.
- Bernardo. Hermano de Ari, esta en la cárcel, la familia no habla el tema.
- Daniel. Interés amoroso del coprotagonista durante una parte de la trama.
- Illeana. Interés amoroso del protagonista durante una parte de la trama.

## Críticas y recibimiento
El libro ha sido un éxito de crítica por varias opiniones. Publishers Weekly lo calificó como «una exploración tierna y honesta de la identidad y la sexualidad, y un recordatorio apasionado de que el amor, ya sea romántico o familiar, debe ser abierto, libre y sin vergüenza».
El libro también ha sido recibido positivamente por los lectores; en mayo de 2016, más de cuatro años después de su publicación, ocupó el primer lugar en una lista de ficción popular LGBT en Goodreads. Para enero de 2020 el libro gozaba una calificación promedio en Goodreads de 4.33 de 5 estrellas. 
Youtubers latinoamericanos que suben contenido sobre libros también lo han referenciado con grandes elogios, mismos que se encontraron en el booktrailer elaborado por la editorial Planeta en español: «El único libro que releí en 2014», Alberto Villareal de Abriendo Libros; «Me hizo llorar de felicidad», Claudia Ramírez de Clau Reads Books.

### Premios
El libro ha ganado cuatro de los cinco premios literarios a los que ha sido nominado:
- Premio Michael L. Printz de honor por literatura juvenil de 2013[5]
- Ganador del Premio literario Lambda de literatura juvenil LGBT de 2013[6]
- Ganador del Premio Stonewall  por mejor libro juvenil LGBT de 2013[7]
- Finalista en el Premio Amelia Elizabeth Walden por mejor libro de literatura juvenil de 2013[8]
- Ganador del Premio Pura Belpré por mejor autor latino de 2013[9]

Además en 2021 fue uno de los libros de la lista realizada el periódico estadounidense Times de «Mejores libros juveniles de toda la historia».

## Adaptación cinematográfica
En febrero de 2017 se confirmó que el libro constaría de una adaptación cinematográfica hecha por la directora y guionista Aitch Alberto.